# 352646 Blumbahs
352646 Blumbahs este o planetă minoră (asteroid) din centura de asteroizi. A fost descoperită pe 25 iulie 2008 la Baldone⁠(d) de Kazimieras Černis⁠(d) și a fost numită după Fricis Blumbahs⁠(d). 
Obiectul prezintă o orbită caracterizată de o semiaxă mare de 2,1800487341666 UAi, o excentricitate de 0,13, o înclinație de 7,2 ° în raport cu ecliptica.